# 蛭子橋
蛭子橋（えびすばし）は、新町川に架かる平面の橋である。徳島県徳島市上助任町蛭子（東岸）と徳島市北田宮1丁目（西岸）を結ぶ。

## 概要
橋名の由来は、東岸の地名である上助任町蛭子より名付けられたものである。
東岸南側には蛭子公園と隣接している。西岸のすぐ側には徳島県立城ノ内中学校・高等学校がある。蛭子橋より上流部には新町川樋門と新町樋門緑地があるのみである。交通量は少なく、蛭子橋界隈は閑静な住宅街となっている。

## 隣の橋梁
（上流） - 蛭子橋 - 吉野橋 - 三ツ合橋 - （下流）